# Berdoues
Berdoues település Franciaországban, Gers megyében. Lakosainak száma 421 fő (2022. január 1.). Berdoues Belloc-Saint-Clamens, Mirande, Ponsampère, Saint-Martin, Saint-Maur, Saint-Médard és Saint-Michel községekkel határos.

## Népesség
A település népességének változása:
| Lakosok száma | 479  | 466  | 424  | 420  | 418  | 416  | 418  | 421  |
|               | 2013 | 2016 | 2017 | 2018 | 2019 | 2020 | 2021 | 2022 |